# كوميديا رومانسية

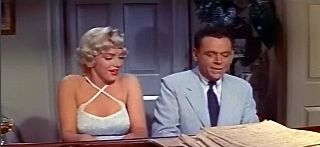
مارلين مونرو وتوم إيويل في فيلم سنة الحكة السابعة (1955).

الكوميديا الرومانسية (بالإنجليزية: Romantic comedy)‏ (يُطلق عليها كلفظ منحوت: روميديا (بالإنجليزية: romedy)‏)، هي نوع من أنواع محاور الحبكات الفكاهية التي تركز على الأفكار الرومانسية، مثل مدى قدرة الحب الحقيقي على التغلب على معظم العقبات. أحد تعريفات القاموس هو «فيلم أو مسرحية أو برنامج تلفزيوني مضحك يحكي عن قصة حب تنتهي بنهاية سعيدة». وهناك تعريف آخر يشير إلى أن مميزات الكوميديا الرومانسية الذي يكون فيها «موضوع الحب الذي يوحد أو يصالح بين اثنين من العشاق المتعاطفين معًا كركيزة أساسية في الحبكة في المقام الأول».
أفلام الكوميديا الرومانسية هي نوع معين من أفلام الكوميديا وكذلك الأفلام الرومانسية، ويتم تصنيف الكوميديا الرومانسية كفيلم مع نوعين، وليس نوع جديد واحد. يمكن أيضًا تصنيف بعض المسلسلات التلفزيونية ككوميدية رومانسية.
في الكوميديا الرومانسية النموذجية، يميل العاشقان إلى أن يكونا شابين محبوبين، ويميلان لبعضهما، إلا أنهما ينفصلان بسبب بعض الظروف المعقدة (مثل الاختلافات الطبقية، تدخل الوالدين، صديقة سابقة وغيرها) حتى يتغلبان على الكل العقبات ثم يجتمع شملهم في النهاية لتكون النهاية السعيدة.